# Élections législatives de 1988 dans l'Orne
Les élections législatives françaises de 1988  se déroulent les 5 et 12 juin 1988. Dans le département de l'Orne, trois députés sont à élire dans le cadre de trois circonscriptions.

## Élus
| Circonscription | Député sortant        | Parti                 | Parti                 | Député élu ou réélu | Parti | Parti     |
| --------------- | --------------------- | --------------------- | --------------------- | ------------------- | ----- | --------- |
| 1re             | Scrutin proportionnel | Scrutin proportionnel | Scrutin proportionnel | Daniel Goulet       |       | RPR       |
| 2e              | Scrutin proportionnel | Scrutin proportionnel | Scrutin proportionnel | Francis Geng        |       | UDF (CDS) |
| 3e              | Scrutin proportionnel | Scrutin proportionnel | Scrutin proportionnel | Michel Lambert      |       | PS        |

## Positionnement des partis
L'UDF et le RPR se présentent unis sous l'étiquette « Union du Rassemblement et du Centre » tandis que les candidats du Parti socialiste se rangent sous la bannière de la « Majorité présidentielle pour la France unie », slogan de la campagne présidentielle de François Mitterrand.

## Résultats

### Résultats à l'échelle du département
| Parti          | Parti                               | Premier tour | Premier tour | Second tour | Second tour | Sièges |
| Parti          | Parti                               | Voix         | %            | Voix        | %           | Sièges |
| -------------- | ----------------------------------- | ------------ | ------------ | ----------- | ----------- | ------ |
|                | Union pour la démocratie française  | 42 873       | 30,22        | 27 091      | 49,71       | 1      |
|                | Rassemblement pour la République    | 26 323       | 18,55        |             |             | 1      |
|                | Divers droite                       | 3 877        | 2,73         | 0           |             |        |
|                | Union du Rassemblement et du Centre | 73 073       | 51,51        | 27 091      | 49,71       | 2      |
|                |                                     |              |              |             |             |        |
|                | Parti socialiste                    | 53 747       | 37,89        | 27 404      | 50,29       | 1      |
|                | La France unie                      | 53 747       | 37,89        | 27 404      | 50,29       | 1      |
|                |                                     |              |              |             |             |        |
|                | Front national                      | 9 664        | 6,81         |             |             | 0      |
|                | Parti communiste français           | 5 381        | 3,79         | 0           |             |        |
|                |                                     |              |              |             |             |        |
| Inscrits       | Inscrits                            | 210 146      | 100,00       | 72 176      | 100,00      | 3      |
| Abstentions    | Abstentions                         | 65 432       | 31,14        | 16 436      | 22,77       |        |
| Votants        | Votants                             | 144 714      | 68,86        | 55 740      | 77,23       |        |
| Blancs et nuls | Blancs et nuls                      | 2 849        | 1,97         | 1 245       | 2,23        |        |
| Exprimés       | Exprimés                            | 141 865      | 98,03        | 54 495      | 97,77       |        |

### Résultats par circonscription

#### Première circonscription (Alençon)
|                | Daniel Goulet sortant réélu | RPR (URC)      | 26 323 | 54,63  |  |  |  |
|                | Pierre Mauger               | PS             | 17 480 | 36,28  |  |  |  |
|                | Charles Met                 | FN             | 2 819  | 5,85   |  |  |  |
|                | Pierre Frénée               | PCF            | 1 558  | 3,23   |  |  |  |
|                |                             |                |        |        |  |  |  |
| Inscrits       | Inscrits                    | Inscrits       | 71 403 | 100,00 |  |  |  |
| Abstentions    | Abstentions                 | Abstentions    | 22 376 | 31,34  |  |  |  |
| Votants        | Votants                     | Votants        | 49 027 | 68,66  |  |  |  |
| Blancs et nuls | Blancs et nuls              | Blancs et nuls | 847    | 1,73   |  |  |  |
| Exprimés       | Exprimés                    | Exprimés       | 48 180 | 98,27  |  |  |  |

#### Deuxième circonscription (L'Aigle - Mortagne-au-Perche)
|                | Francis Geng sortant réélu | UDF (CDS) (URC) | 23 520 | 53,74  |  |  |  |
|                | Guy Raffi                  | PS              | 14 157 | 32,35  |  |  |  |
|                | André Cayrel               | FN              | 4 043  | 9,24   |  |  |  |
|                | Jeanne Hardy               | PCF             | 2 046  | 4,67   |  |  |  |
|                |                            |                 |        |        |  |  |  |
| Inscrits       | Inscrits                   | Inscrits        | 66 546 | 100,00 |  |  |  |
| Abstentions    | Abstentions                | Abstentions     | 21 847 | 32,83  |  |  |  |
| Votants        | Votants                    | Votants         | 44 699 | 67,17  |  |  |  |
| Blancs et nuls | Blancs et nuls             | Blancs et nuls  | 933    | 2,09   |  |  |  |
| Exprimés       | Exprimés                   | Exprimés        | 43 766 | 97,91  |  |  |  |

#### Troisième circonscription (Argentan - Flers)
| Candidat       | Candidat                     | Parti          | Premier tour | Premier tour | Second tour | Second tour |  |
| Candidat       | Candidat                     | Parti          | Voix         | %            | Voix        | %           |  |
| -------------- | ---------------------------- | -------------- | ------------ | ------------ | ----------- | ----------- |  |
|                | Michel Lambert sortant réélu | PS             | 22 110       | 44,29        | 27 404      | 50,29       |  |
|                | Hubert Bassot                | UDF (PR) (URC) | 19 353       | 38,77        | 27 091      | 49,71       |  |
|                | Razah Raad                   | Divers droite  | 3 877        | 7,77         |             |             |  |
|                | Jean-François Delacroix      | FN             | 2 802        | 5,61         |             |             |  |
|                | Jean Châtelais               | PCF            | 1 777        | 3,56         |             |             |  |
|                |                              |                |              |              |             |             |  |
| Inscrits       | Inscrits                     | Inscrits       | 72 197       | 100,00       | 72 176      | 100,00      |  |
| Abstentions    | Abstentions                  | Abstentions    | 21 209       | 29,38        | 16 436      | 22,77       |  |
| Votants        | Votants                      | Votants        | 50 988       | 70,62        | 55 740      | 77,23       |  |
| Blancs et nuls | Blancs et nuls               | Blancs et nuls | 1 069        | 2,1          | 1 245       | 2,23        |  |
| Exprimés       | Exprimés                     | Exprimés       | 49 919       | 97,9         | 54 495      | 97,77       |  |